# François Marty (wioślarz)
François Marty (ur. 24 lipca 1984 r. w Grenoble) – francuski wioślarz.

## Osiągnięcia
- Mistrzostwa Świata U-23 – Amsterdam 2005 – dwójka bez sternika wagi lekkiej – 5. miejsce[1].
- Mistrzostwa Świata U-23 – Hazewinkel 2006 – czwórka bez sternika wagi lekkiej – 5. miejsce[1].
- Mistrzostwa Świata – Poznań 2009 – ósemka wagi lekkiej – 5. miejsce[1].